# ۲۵ رجب
۲۵ رجب، بیست و پنجمین روز ماه رجب در تقویم هجری قمری است.
در تقویم هجری قمری قراردادی این روز دویست و دومین روز سال است.

## مرگ‌ها
- ۱۸۳ ‐ موسی بن جعفر، هفتمین امام شیعیان[۱]